# Cheer Up, Mr. Lee
Pour plus de détails, voir Fiche technique et Distribution.
Cheer Up, Mr. Lee (hangeul : 힘을 내요, 미스터 리 ; RR : Himeul naeyo, Miseuteo Lee ; litt. « Bravo, M. Lee ») est une comédie dramatique sud-coréenne co-écrite et réalisée par Lee Gae-byok et sortie en 2019.
Elle totalise plus de trois millions d'entrées au box-office sud-coréen de 2019.

## Synopsis
Cheol-soo (Cha Seung-won) est beau et en bonne forme physique, mais il est mentalement lent. Il vit avec la famille de son frère cadet (Park Hae-joon (en)) et travaille dans leur restaurant. Un jour, une femme âgée (Kim Hye-ok (en)) arrête sa voiture et lui demande de l'aider à trouver l'hôpital le plus proche. Là, elle lui demande de passer un test sanguin. La femme est en fait son ex-belle-mère. Cheol-soo rencontre également Saet-byeol (Um Chae-young) à l'hôpital, sa fille atteinte de leucémie. Plus tard, Saet-byeol se glisse hors de l'hôpital pour se rendre à Daegu afin d'obtenir l'autographe d'un célèbre joueur de baseball. L'autographe est un cadeau d'anniversaire pour son amie à l'hôpital. Cheol-soo se joint à Saet-byeol dans son voyage.

## Fiche technique
- Titre original : 힘을 내요, 미스터 리
- Titre international : Cheer Up, Mr. Lee
- Réalisation : Lee Gae-byok
- Scénario : Kim Hee-jin, Jang Yoon-mi et Lee Gae-byok
- Photographie : Kim Jeong-won
- Musique : Bang Jeon-seok (en)
- Production : Kim Jeong-bok
- Société de production : Yong Film
- Société de distribution : Next Entertainment World
- Pays d’origine :  Corée du Sud
- Langue originale : coréen
- Format : couleur
- Genre : comédie dramatique
- Durée : 111 minutes
- Date de sortie : 
  -  Corée du Sud : 11 septembre 2019
  -  Viêt Nam : 13 septembre 2019

## Distribution
- Cha Seung-won : Chul-soo
- Um Chae-young : Saet-byeol
- Park Hae-joon (en) : Young-soo
- Kim Hye-ok (en) : la grand_mère de Saet-byeol
- Ahn Gil-kang (en) : Mr Kim
- Jeon Hye-bin : Eun-hee
- Ryu Han-bi : Min-jung
- Jo Han-chul : Deok-goo
- Sung Ji-ru (en) : Jeong-kwon
- Shin Hyeon-bin (en) : Hye-yeong